# Знак почётного пионера труда
Знак почётного пионера труда (нем. Ehrenzeichen Pionier der Arbeit) — почётная награда НСДАП руководителям за высшие достижения в области труда. Впервые она была вручена в августе 1940 года Густаву Круппу.
Награду от имени фюрера вручал глава Германского трудового фронта Роберт Лей на конференциях Трудовой палаты Третьего рейха. Арбитражное решение сформулировано следующим образом:

Почётная медаль пионера труда является венчающим показателем системы достижений, которая, благодаря созданию образцов для подражания, должна привести к наивысшим экономическим и социальным показателям в честной конкуренции компаний. Это самая высокая награда, которая может быть достигнута в этой области в Национал-социалистическом государстве.Оригинальный текст (нем.)Das Ehrenzeichen „Pionier der Arbeit“ ist die Krönung des Leistungssystems, das im ehrlichen Wettkampf der Betriebe durch die Schaffung von Vorbildern zu höchsten Leistungen in wirtschaftlicher und sozialer Hinsicht führen soll. Es ist die höchste Auszeichnung, die auf diesem Gebiet im nationalsozialistischen Staat errungen werden kann.
Право на получение награды имели все фольксгеноссе «Национал-социалистического образцового предприятия».

## Внешний вид
Награда — позолоченный, высокий, овальный, красный эмалированный значок из серебра, заключённый в плотный золотой лавровый венок. Слева наверху, на крупном плане, лежит беркутный орёл, несущий в своих лапах зубчатое колесо. В зубчатом колесе находится чёрная эмалированная свастика, стоящая на белом фоне.

## Ношение
Награду следовало носить на левом нагрудном кармане под Почётными знаками Вермахта (если таковые имеются), но выше нагрудных знаков партии или рядом с крестом воинских заслуг.
В соответствии с Законом о титулах, орденах и наградах от 26 июля 1957 года в Федеративной Республике Германия запрещается ношение награды в какой бы то ни было форме.

## Список награждённых
В период с 7 августа 1940 по 28 июня 1944 было награждено 19 человек:
- Густав Крупп (7 августа 1940)
- Макс Аманн (1 мая 1941)
- Вильгельм Онезорге (1 мая 1941)
- Вилли Мессершмитт (1 мая 1941)
- Роберт Бош (23 сентября 1941)
- Эрнст Хейнкель (1 мая 1942)
- Фердинанд Порше (1 мая 1942)
- Вальтер Функ (1 мая 1942)
- Конрад Гребе[нем.] (1 мая 1943)
- Юлиус Дорпмюллер (1 мая 1944)
- Германн Рёхлинг[англ.] (1 мая 1944)
- Альберт Фёглер (1 мая 1944)
- Клаудиус Дорнье (1 мая 1944)
- Гельмут Штайн (1 мая 1944)
- Эрнст Беккер (1 мая 1944)
- Джон Шварцер (1 мая 1944)
- Петер Кюстер (1 мая 1944)
- Ойген Вечорек (1 мая 1944)
- Альберт Питцш[нем.] (1 мая 1944)